# Папуанская сова
Папуанская сова (лат. Uroglaux dimorpha) — вид птиц семейства совиных. Образуют монотипический род Uroglaux.
Сова среднего размера. Длина тела 30—33 см. Голова маленькая, хвост длинный. Крылья короткие и на концах закруглённые. Лицевой диск белый, верх головы с чёрной штриховкой. Брови белые. Радужка светло-жёлтая. Верх тела с полосами коричневого и чёрного цвета. Клюв серо-чёрный. Молодые птицы окрашены светлее взрослых.
Селится на равнинах влажного тропического леса на высоте до 1500 метров над уровнем моря. Ареал —  Новая Гвинея и прилежащие мелкие острова.
Питается насекомыми, мелкими грызунами и птицами среднего размера, включая пёстрых голубей. О биологии размножения мало известно. Молодые птицы встречаются в начале августа.